# 김기영 (영화 감독)
김기영(金綺泳, 1919년 10월 10일 ~ 1998년 2월 5일)은 대한민국의 영화 감독이다. 그의 강렬한 심리성적이고, 멜로드라마적인 공포 영화로 유명하며, 종종 여주인공들의 심리를 중점적으로 묘사한다.
김기영은 일제강점기 경성부에서 태어나, 평양에서 자랐으며 평양제2고보를 졸업하고 잠시 경성치전에 다니다가, 일본으로 이주 연극과 영화에 관심을 가지게 되었다. 제2차 세계대전이 끝난 뒤, 그는 서울대학교 의학과에 입학하여 의학을 공부하면서, 연극에 참여하게 되었다. 1950년 2월 졸업후 서울대학교병원에서 인턴으로 재직중 625전쟁을 맞게 된다. 전쟁중 부산에서 선배 오영진 작가의 소개로 USIS(United States Information Service) 당시 마산에 소재한 미국정부 산하 문화기관에서 근무하며 리버티뉴스 및 문화영화/극영화 등을 제작한다. 최근에 미국에서 발굴 되어 국내에서 소개된 "나는트럭이다" "죽엄의 상자" 가 그대표작이다. 전후 USIS를 떠나 서울로 복귀하여 만든 첫 작품이 "양산도"이며 그후 김기영은 자신의 프로덕션 회사를 차리고, 그 뒤 40여년 동안 다양한 장르의 영화를 만들었다.
그가 만든 영화 가운데 김기영의 완숙한 스타일이 처음으로 온전히 그 자체로 표현된 작품은 1960년 영화인 하녀로, 강렬한 팜파탈을 제시하며, 한국영화의 전시대를 통틀어 최고로 손꼽힐 정도로 높게 평가된다. 1960년대 동안의 황금시대 이후, 정부의 검열과 감소하는 관객수로 인해서 1970년대는 한국영화사 중 침체기로 들어선다. 김기영은 독립적으로 영화를 제작하면서, 그 시대에 그의 가장 독특하고 특이한 영화를 몇 작품 창조하였다. 1972년의 충녀와 1977년의 이어도는 그 당시 성공을 거두었고, 그 당시와 후에 재발견된 기간에 젊은 대한민국의 감독 세대에게 깊은 영향을 주었다. 1980년대에 들어서면서 김기영의 인기는 점차 가라앉기 시작하였고, 그의 작업은 10년간 점차 감소하게 되었다. 1990년대 대부분의 기간 동안 잊혀졌지만, 김기영은 1990년대 초반 한국영화 인터넷 포럼에서 컬트적인 존재로 인식되기 시작되었다. 1997년 부산국제영화제의 회고전에 즈음하여 그의 작품에 국제적인 관심이 일기 시작했다. 이전에 대한민국 외부에 거의 알려지지 않거나, 혹은 전혀 알려지지 않았던 김기영의 영화가 상영되었고, 일본, 미국, 독일, 프랑스 등지에서 열광적인 새 관객들을 얻게 되었다. 김기영 감독은 다시 영화를 만들 준비를 하다가 그의 아내와 함께 1998년 화재로 자택에서 사망하였다.
베를린 국제 영화제는 1998년 김기영의 사후 회고전을 열었으며, 2006년 프랑스 시네마테크 프랑세즈에서는 김기영의 영화 중 18작품을 상영했다. 국내에서는 한국영상자료원의 노력을 통해, 김기영 작품 중 예전에 잃어버린 영화가 재발견되기 시작하고, 복원되고 있다. 마틴 스코세이지 감독이 위원장으로 있는 세계영화재단의 지원을 받아 한국영상자료원이 2008년 복원한 《하녀》는 그해 칸 영화제 회고 섹션에 특별 초청되었다. 이 밖에도 《봉선화》, 《느미》 등의 작품이 새로운 필름이 발견되거나, 깨끗하게 상영될 수 있도록 복원되었다.

## 학력
- 1950년 서울대학교 의과대학 졸업 4회
- 평양제2고보 졸업

## 일대기

### 초기
김기영은 1919년 10월 10일 서울시 종로구 교동, 현재의 경운동에서 소학교 교사인 부친 밑에서 태어났다. 그의 부모는 고등교육을 받았으며, 예술에 조예가 깊었다. 그의 손위 여형제는 미술과 무용을 공부하고, 어린 김기영이 자신만의 창조성을 발전시키도록 독려하였다. 그가 아직 어릴 때 그의 가족은 평양으로 이사하였다. 평양고등보통학교에서 김기영은 음악과 미술, 글짓기에서 뛰어난 재능을 보였으며, 물리학 박사라는 별명을 들을 정도로 성적도 우수하였다. 김기영이 지은 시 중 하나가 일본의 신문에 실리기도 하였으며, 미술경진대회에서 일등을 수상하기도 하였다.
강한 예술적 재능에도 불구하고, 김기영의 관심은 의학이여서 그는 1940년 의대에 지원하였다. 시험에서 낙방한 뒤 김기영은 일본, 교토에 건나가 요리사로 일하면서, 의대에 재응시 하기 위해 돈을 절약하고 공부할 계획을 세웠다. 한편 도쿄에서는 연극과 영화에 관심이 생겨, 김기영은 많은 연극 공연을 관람하고, 일본을 비롯한 여러 나라의 영화를 보았다. 1930년 조세프 폰 스테른베르크의 〈모로코〉와 1931년 프리츠 랑의 〈M〉은 그에게 특히 강한 인상을 주었으며, 그들의 영향은 김기영의 무르익은 영화 속에서 찾아볼 수 있다.
김기영은 1941년 한국으로 돌아와서 의사가 되려고 한 계획과는 달리 드라마 연구에 흠뻑 빠져 들었다. 그 당시 김기영은 특히 그리스 고전극과 입센, 유진 오닐에 관심을 가졌다. 군대에 강제집징을 피하기 위해서 김기영은 1945년 잠시 일본으로 돌아갔다. 1946년 다시 한국으로 돌아온 후, 김기영은 서울대 의과대학에 등록하고, 1950년 의과대학 의학과를 졸업하였다. 대학교에 다니는 동안 그의 연극활동은 지속되었다. 그는 스트라빈스키의 연기이론을 공부하고, 작은 고아라는 연극그룹을 설립하였고, 국립대학연극회가 되었다. 이 모임에서 김기영은 입센의 〈유령〉, 카페크의 〈로보트〉, 셰익스피어의 〈베니스의 상인〉, 체호프와 유진 오닐의 작품 등, 많은 서구 연극 작품을 무대에 올렸다. 대학에 있는 동안 김기영과 가장 자주 작업한 여배우는 김유봉인데 후에 그의 부인이 되었다.

### 초기 영화경력
김기영은 한국 전쟁이 터질 때 서울의대병원에서 인턴으로 일하던 중이었다. 그는 1951년 6월 1일 북한군이 후퇴하던 날 부산으로 갔다. 부산에서 김기영은 평양고보의 선배이자 후에 인기있는 영화 〈시집 가는 날〉의 극본을 쓰게 되는 오영진을 만났다. 오영진은 당시 공공정보기관을 통해 대한뉴스를 위한 뉴스영화를 제작하던 중이며, 그의 도움으로 김기영은 이 기관에서 시나리오를 쓰는 직업을 얻었다. 오영진의 도움으로 진해에 있는 미국공보원 영화제작소에서 일을 하게 되었다. 이 직업 덕에 김기영은 삶을 영위할 수 있었다. 미국공보원에서 그가 받는 월급이 늘자, 그는 1951년 김유봉과 결혼할 수 있었다. 둘은 생애 마지막까지 결혼 생활을 유지하였다. 김유봉은 치과의사로 일하면서 남편의 영화제작을 지원하면서, 그 당시 한국영화제작자들 가운데서 톡특하게 독립적으로 남아있도록 도움을 주며, 그가 작가적인 시각을 추구할 수 있게 하였다.

### 죽음과 사후
1998년 베를린 영화제 회고전 초청을 앞두고 자택에서 발생한 화재로 부인 김유봉과 함께 사망하였다. 2008년에 《하녀》가 세계영화재단의 지원으로 복원되어 칸 영화제 칸 클래식 섹션에서 상영되었으며, 2018년에는 김기영의 업적을 기리기 위하여  CGV 명동역 씨네라이브러리에 "김기영관"이 개관하였다.

## 평가와 유산
영화 평론가 정성일은 김기영을 "단 한 마디로 괴인(怪人), 그 이전에 아무도 그렇게 영화를 만들지 않았고 그 이후에 누구도 그렇게 영화를 만들지 못했다"고 평가하였다. 배우 윤여정은 "예술가는 앞서가야 한다. 지금 봐도 쇼킹한데, 1970년대 우리나라에 규제가 심할 때 그런 영화 만들었다"며 그를 "천재"로 묘사하였다. 영화 감독 박찬욱은 김기영을 "제게 가장 영향을 주는 감독 중 하나"라고 평가하였다. 영화 감독 봉준호는 칸 영화제 황금종려상을 수상한 ⟪기생충⟫의 "가장 큰 영감은 김기영 감독님"이라고 밝혔다.

## 작품 목록
- 1955년 《주검의 상자》
- 1955년 《양산도》
- 1956년 《봉선화》
- 1957년 《황혼열차》
- 1957년 《여성전선》
- 1958년 《초설》
- 1959년 《10대의 반항》
- 1960년 《하녀》
- 1960년 《슬픈 목가》
- 1961년 《현해탄은 알고 있다》- 공미도리, 김운하, 이예춘
- 《고려장》 (1963년)
- 《아스팔트》 (1964년)
- 《병사는 죽어서 말한다》 (1966년)
- 《여》 (1968년)
- 《렌의 애가》 (1969년)
- 《미녀홍낭자》 (1969년)
- 《화녀》 (1971)
- 《충녀》 (1972년)
- 《파계》 (1974년)
- 1975년 《육체의 약속》
- 《혈육애》 (1976년)
- 《이어도》 (1977년)
- 《살인나비를 쫓는 여자》 (1978년)
- 1978년 《흙》
- 《수녀》 (1979년)
- 《느미》 (1979년)
- 《반금련》 (1981년)
- 《화녀'82》 (1982년)
- 《자유처녀》 (1982년)
- 《육식동물》 (1984년)
- 《바보사냥》 (1984년)
- 《죽어도 좋은 경험》 (1990년)

## 관련 작품

### 영화
- 감독들, 김기영을 말하다 (2006년, 김홍준 감독)

### 서적
- 24년간의 대화 (2006년, 유지형 저)

## 가족 관계
- 배우자: 김유봉 (1928/1929년 ~ 1998년 2월 5일)
  - 장남: 김동원 (1952년 ~ )
  - 차남: 김동양 (1958년 ~ )

## 같이 보기
- 한국 영화

## 미디어에서
- 송강호 - 2023년 영화 《거미집》[6]